# Anémomètre (aviation)
 (décembre 2020).
Si vous disposez d'ouvrages ou d'articles de référence ou si vous connaissez des sites web de qualité traitant du thème abordé ici, merci de compléter l'article en donnant les références utiles à sa vérifiabilité et en les liant à la section « Notes et références ».
Dans l'aviation, l'anémomètre (en anglais airspeed indicator, ou ASI, indicateur de vitesse de l'air) est un instrument de vol indiquant la vitesse d’un aéronef en kilomètres par heure (km/h), les nœuds (k/n), les milles à l’heure (MPH) et/ou les mètres par seconde (m/s). La recommandation de l’OACI (Organisation de l'aviation civile internationale) est d’utiliser km/h, mais les nœuds ("knots" en anglais) sont actuellement l’unité la plus utilisée. L'anémomètres fournit la vitesse de déplacement de l'avion par rapport à la masse d'air. Cette vitesse est mesurée à l'aide d'un capteur de type "sonde pitot".

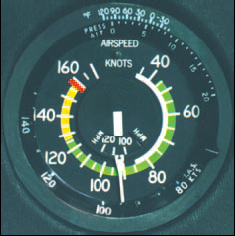
1. Type d'anémomètre sur monomoteurs et bimoteurs légers.

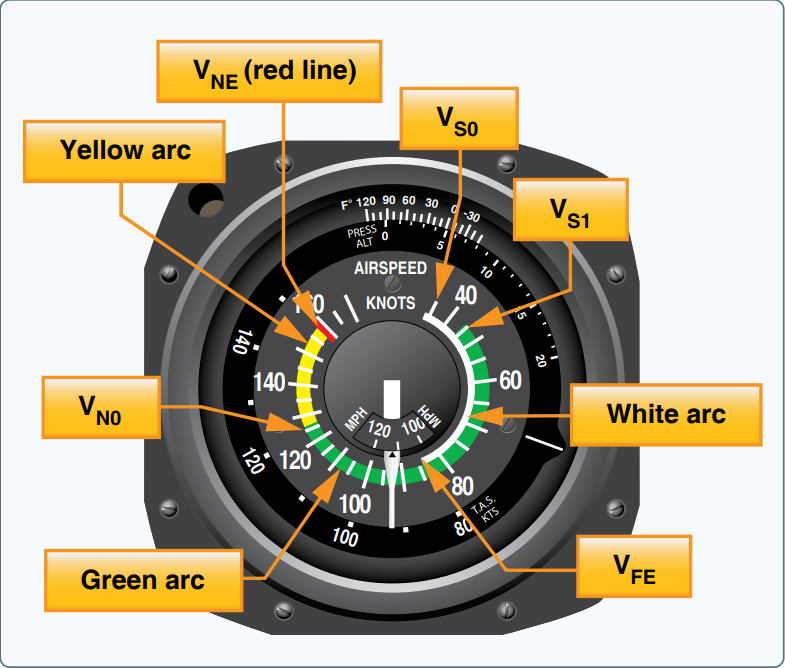

## Les plages codées et le code couleur
Les plages codées et le code-couleur permettent de garantir la sécurité du vol, une fois associé aux conditions de l'environnement (météorologie, phase de vol, etc...) permet au pilote de savoir les manœuvre possible à effectuer à cette vitesse.
- Vso  indique la vitesse de décrochage en configurations atterrissage (volets ouverts, train d'atterrissage)
- Vs1  indique la vitesse de décrochage lorsque l'avion n'est pas en configuration de décollages.
- VFE correspond à la vitesse maximal volet sortit.
- VNO fait référence à la vitesse maximale de croisières.
- VNE  ou (ligne rouge) indique la vitesse à ne jamais dépasser.

Ensuite, il y a les arcs, l'arc vert est compris entre Vs1  et VNO correspond à l'utilisation normalle de l'appareil. L'arc Jaune commence à la VNO et se termine à la VNE . Le pointeur ne doit pas se situer dans cet arc lors d'atmosphère turbulente, l'appareil pourrait subir des dégâts (déformation permanente). En cas de dépassement de la VNE l'appareil serait en situation de survitesse et les risques de dégâts sont très élevés (flutter, détachement). 
Et pour finir l'arc blanc est compris entre Vso et VFE correspond à la vitesse normale d'utilisation en phase d'atterrissage.

## Source
- L’anémomètre (pilotez.com)
- L'anémomètre (lavionnaire.fr)